# János Tóth (Politiker)

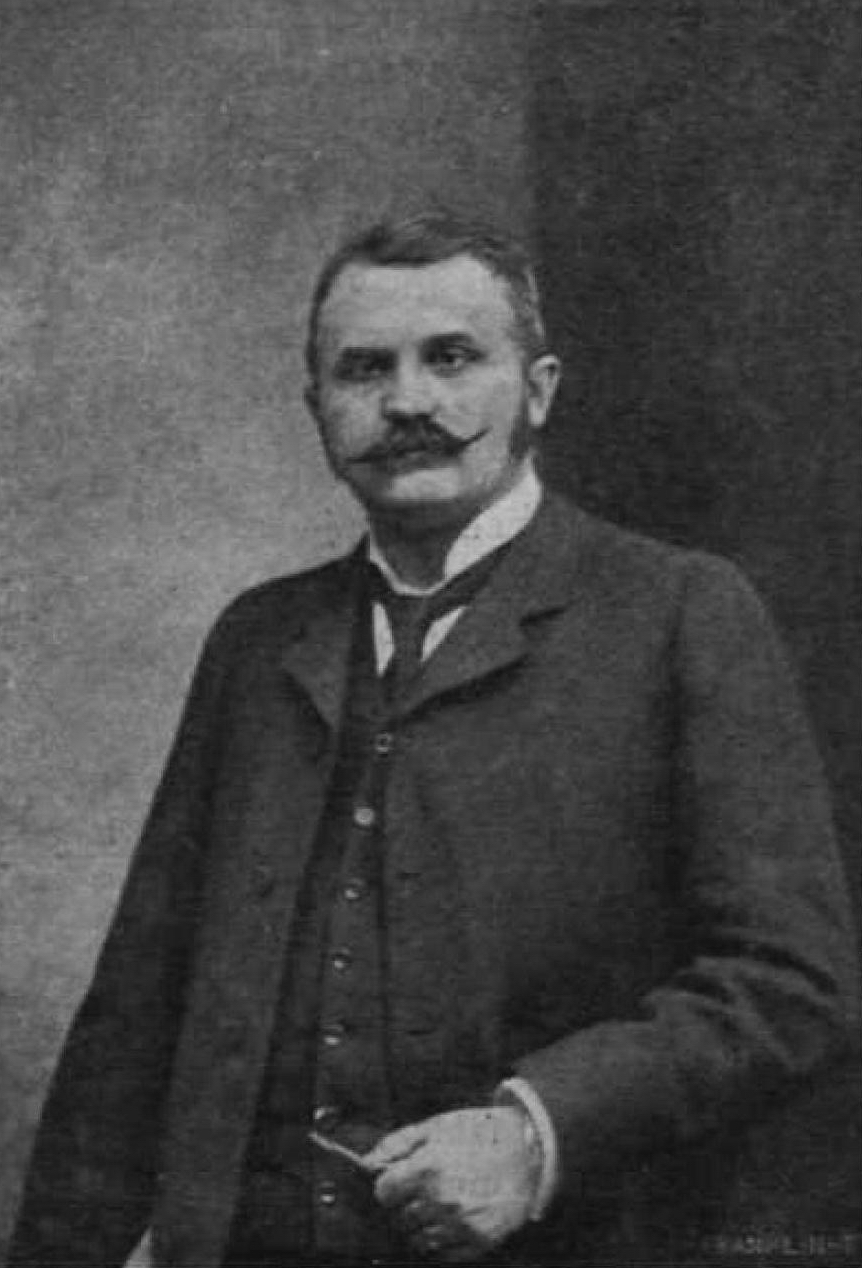
János Tóth (1908)

János Tóth (* 16. Juli 1864 in Túrkeve; † 23. Dezember 1929 in Budapest) war ein ungarischer Politiker, Minister und Großgrundbesitzer. Er war Präsident der Unabhängigkeitspartei (Függetlenségi Párt) und 1918 für einige Monate Innenminister Ungarns.

## Leben
Tóth studierte Jura in Budapest und leistete als Einjährig-Freiwilliger Wehrdienst, wonach er Leutnant der Reserve im 4. k.u.k. Husarenregiment wurde. Anschließend übernahm er die Familiengüter und wurde im öffentlichen Leben aktiv. Ab 1892 war er Reichstagsabgeordneter für seine Heimatstadt Túrkeve im Komitat Jász-Nagykun-Szolnok, zunächst für die Unabhängigkeitspartei deren Vizepräsident er 1903 wurde. Zwischen 1906 und 1910 war er Staatssekretär im k.u. Ministerium für Kultus und Unterricht (Vallás- és Közoktatásügyi Minisztérium). 1917 wurde er Präsident der Unabhängigkeitspartei und war von 25. Januar bis 8. Mai 1918 Innenminister Ungarns im Kabinett von Sándor Wekerle. Ab 1927 war er Mitglied des Oberhauses.